# Робертс Гайгалс
Робертс Гайгалс (латис. Roberts Gaigals; 16 березня 1913, Твер — 15 квітня 1982, Рига) — латиський доброволець військ СС, оберштурмфюрер військ СС. Кавалер Лицарського хреста Залізного хреста.

## Біографія
Народився в сім'ї латиських емігрантів. У 1920 році з сім'єю перебрався на батьківщину, навчався в Комерційній школі імені В. Олова. У 1936 році призваний в армію Латвії, служив в 9-му Резекненському піхотному полку, в 1937 році закінчив курси молодших офіцерів і проведений в капрали. Закінчив в липні 1940 року Латвійську військову академію, був проведений в лейтенанти і направлений в саперний полк. Після приєднання Латвії до СРСР очолив взвод 181-ї саперної дивізії.
Після початку німецько-радянської війни Гайгалс дезертирував і втік на бік німців, з 1943 року служив в Латиському добровольчому легіоні СС. Командував 6-ю ротою 42-го гренадерського полку 19-ї гренадерської дивізії СС. Після капітуляції угруповання німецьких військ в Курляндскому котлі потрапив у радянський полон, за службу на боці німців був висланий в Магадан. Повернувся до Латвії в 1954 році.

## Нагороди
- Залізний хрест
  - 2-го класу (травень 1944)
  - 1-го класу (липень 1944)
- Штурмовий піхотний знак в сріблі
- Нагрудний знак «За поранення» в золоті
- Нагрудний знак ближнього бою в сріблі
- Лицарський хрест Залізного хреста (5 травня 1945)